# The Hour of Bewilderbeast
A 2000-es The Hour of Bewilderbeast a Badly Drawn Boy nagylemeze. 2000-ben elnyerte a Mercury Prize-t. Az albumon az Alfie és Doves együttesek tagjai is közreműködtek. A lemez szerepel az 1001 lemez, amit hallanod kell, mielőtt meghalsz című könyvben.

## Az album dalai
|     | Cím                   | Szerző(k)       | Hossz |
| --- | --------------------- | --------------- | ----- |
| 1.  | The Shining           | Badly Drawn Boy | 5:18  |
| 2.  | Everybody's Stalking  | Badly Drawn Boy | 3:39  |
| 3.  | Bewilder              | Badly Drawn Boy | 0:48  |
| 4.  | Fall in a River       | Badly Drawn Boy | 2:17  |
| 5.  | Stone on the Water    | Badly Drawn Boy | 3:58  |
| 6.  | Another Pearl         | Badly Drawn Boy | 4:27  |
| 7.  | Body Rap              | Badly Drawn Boy | 0:45  |
| 8.  | Once Around the Block | Badly Drawn Boy | 3:44  |
| 9.  | This Song             | Badly Drawn Boy | 1:32  |
| 10. | Bewilderbeast         | Badly Drawn Boy | 3:30  |
| 11. | Magic in the Air      | Badly Drawn Boy | 3:43  |
| 12. | Cause a Rockslide     | Badly Drawn Boy | 5:55  |
| 13. | Pissing in the Wind   | Badly Drawn Boy | 4:19  |
| 14. | Blistered Heart       | Badly Drawn Boy | 1:50  |
| 15. | Disillusion           | Badly Drawn Boy | 5:19  |
| 16. | Say It Again          | Badly Drawn Boy | 4:41  |
| 17. | Epitaph               | Badly Drawn Boy | 3:50  |

## Közreműködők
- Badly Drawn Boy (Damon Gough) – ének, akusztikus és elektromos gitár, zongora, szólógitár, basszusgitár, billentyűk, dobgép, csörgődob, taps, fütty, slide gitár, szájharmonika, Wurlitzer elektromos zongora, orgonaszóló, ütőhangszerek, cintányér, vibrafon, xilofon, hárfa, vonósok hangszerelése, hangeffektek
- Matt McGeever – cselló, taps
- Sam Morris – basszusgitár, billentyűk, kürt, taps
- Ian Smith – dob, elektromos gitár, ütőhangszerek, vibrafon, taps
- Joe Robinson – dob programozása, loopok, teremin, effektek, hangeffektek
- Andy Votel – dob programozása, effektek, zongora, billentyűk, sample-ök
- Adrian Dacre – dob
- Sean Kelly – dob, taps
- Ian Rainford – taps
- Jez Williams – elektromos gitár, slide gitár
- Jimi Goodwin – basszusgitár
- Andy Williams – dob
- Martin Rebelski – Wurlitzer elektromos zongora, clavinet, billentyűk
- Gary Wilkinson – billentyűk, dob programozása, sziréna, zajok
- Paul Taylor – vonósok hangszerelése
- Sophie Williams – taps
- Derrick Santini – taps
- Spencer Birtwhistle – dob
- Northern New Orleans Brass Band – kürt
- Clare Hewitt – háttérvokál

## Fordítás
Ez a szócikk részben vagy egészben a The Hour of Bewilderbeast című angol Wikipédia-szócikk ezen változatának fordításán alapul.  Az eredeti cikk szerkesztőit annak laptörténete sorolja fel. Ez a jelzés csupán a megfogalmazás eredetét és a szerzői jogokat jelzi, nem szolgál a cikkben szereplő információk forrásmegjelöléseként.